# Балтимор-Гайлендс (Меріленд)
Балтимор-Гайлендс (англ. Baltimore Highlands) — переписна місцевість (CDP) в США, в окрузі Балтимор штату Меріленд. Населення — 7740 осіб (2020).

## Географія
Балтимор-Гайлендс розташований за координатами 39°14′9″ пн. ш. 76°38′15″ зх. д. / 39.23583° пн. ш. 76.63750° зх. д. (39.235932, -76.637402).  За даними Бюро перепису населення США в 2010 році переписна місцевість мала площу 4,71 км², з яких 4,48 км² — суходіл та 0,23 км² — водойми.

## Демографія
Згідно з переписом 2010 року, у переписній місцевості мешкало 7019 осіб у 2525 домогосподарствах у складі 1751 родини. Густота населення становила 1491 особа/км².  Було 2708 помешкань (575/км²).
Расовий склад населення:
| - 63,8 % — білих - 21,7 % — чорних або афроамериканців - 2,8 % — азіатів - 0,4 % — корінних американців - 0,1 % — вихідців з тихоокеанських островів - 7,3 % — осіб інших рас |

До двох чи більше рас належало 3,9 %. Частка іспаномовних становила 14,4 % від усіх жителів.
За віковим діапазоном населення розподілялося таким чином: 25,3 % — особи молодші 18 років, 66,0 % — особи у віці 18—64 років, 8,7 % — особи у віці 65 років та старші. Медіана віку мешканця становила 31,7 року. На 100 осіб жіночої статі у переписній місцевості припадало 96,1 чоловіків;  на 100 жінок у віці від 18 років та старших — 94,0 чоловіків також старших 18 років.
Середній дохід на одне домашнє господарство  становив 57 535 доларів США (медіана — 51 583), а середній дохід на одну сім'ю — 59 805 доларів (медіана — 53 179). Медіана доходів становила 36 620 доларів для чоловіків та 30 721 долар для жінок. За межею бідності перебувало 20,6 % осіб, у тому числі 26,5 % дітей у віці до 18 років та 18,3 % осіб у віці 65 років та старших.
Цивільне працевлаштоване населення становило 3685 осіб. Основні галузі зайнятості: освіта, охорона здоров'я та соціальна допомога — 15,7 %, науковці, спеціалісти, менеджери — 14,5 %, будівництво — 13,7 %.